# Ivan Skobrev
Ivan Aleksandrovitsj Skobrev (Russisch: Ива́н Алекса́ндрович Ско́брев) (Chabarovsk, 8 februari 1983) is een Russisch voormalig schaatser die gespecialiseerd was in het allrounden.

## Biografie
Tijdens het WK junioren in 2002 werd Skobrev tweede, achter Beorn Nijenhuis en voor Remco Olde Heuvel. Vanaf 2003 draait Skobrev mee in seniorentoernooien, en vanaf 2004 was hij een vaste klant in de top tien van de Europese kampioenschappen. Hij werd in 2009 vierde, in 2004, 2006, 2007 en 2008 vijfde en in 2005 zevende.
In seizoen 2009/2010 maakte Skobrev een groei door. Zijn trainer Maurizio Marchetto ging een trainingscollectief aan samen met de Italiaan Enrico Fabris. Dit resulteerde onder andere in een bronzen medaille op de 5000 meter en een zilveren medaille op de 10.000 meter tijdens de Olympische Spelen in Vancouver. In 2009 werd hij voor het eerst uitgeroepen tot Schaatser van het jaar in Rusland.
In het seizoen 2010/2011 sloot Skobrev zich weer aan bij de Russische selectie. De nieuwe bondscoach was Kosta Poltavets, die eerder assistent-trainer van Gerard Kemkers bij TVM was. In januari 2011 eindigde Skobrev na overwinningen op de 5000 en 10.000 meter als eerste in het eindklassement van het EK Allround in het Italiaanse Collalbo, vóór de Nederlanders Jan Blokhuijsen en Koen Verweij. Skobrev is de elfde Rus in de geschiedenis die het eindklassement van het EK allround won. In februari werd Skobrev wereldkampioen allround in het Canadese Calgary. Aan de EK's nam Skobrev alleen nog in 2013 deel (6e), bij het WK allround eindigde hij daarna twee keer als vijfde (2012, 2013). Bij zijn laatste deelname aan de Olympische Spelen, in Sotsji, eindigde Skobrev in de ploegenachtervolging als zesde, op de 5000 meter eindigde hij als zevende en achttiende op de 1500 meter. Hij werd negen keer allroundkampioen van Rusland.
In het najaar van 2014 won hij de Russische editie van het kunstschaatsen bij Dancing on Ice.

## Persoonlijke records
| Afstand      | Tijd      | Datum            | Baan           |
| ------------ | --------- | ---------------- | -------------- |
| 500 meter    | 35,90     | 12 februari 2011 | Calgary        |
| 1000 meter   | 1.10,71   | 10 november 2012 | Kolomna        |
| 1500 meter   | 1.42,94   | 13 februari 2011 | Calgary        |
| 3000 meter   | 3.38,26   | 2 november 2013  | Calgary        |
| 5000 meter   | 0 6.08,77 | 17 november 2013 | Salt Lake City |
| 10.000 meter | 12.58,36  | 13 februari 2011 | Calgary        |

## Resultaten
| Jaar | EK Allround | WK Allround | WK Afstanden                     | Olympische Spelen                   | WK Junioren |
| ---- | ----------- | ----------- | -------------------------------- | ----------------------------------- | ----------- |
| 2000 |             |             |                                  |                                     | NC25        |
| 2001 |             |             |                                  | NC28                                |             |
| 2002 |             |             |                                  |                                     | Zilver      |
| 2003 |             |             | 9e 1500m                         |                                     |             |
| 2004 | 5e          | 9e          | 14e 1500m 7e 5000m               |                                     |             |
| 2005 | 7e          |             | 23e 1500m 9e 10.000m             |                                     |             |
| 2006 | 5e          | NF2         |                                  | 6e 1500m 11e 5000m 6e 10.000m       |             |
| 2007 | 5e          | 9e          | 5e 5000m · achtervolging         |                                     |             |
| 2008 | 5e          | 9e          | 9e 5000m 7e achtervolging        |                                     |             |
| 2009 | 4e          | 8e          | 10e 1500m 6e 5000m 5e 10.000m    |                                     |             |
| 2010 | Brons       | NC20        |                                  | 4e 1500m · 5000m · 10.000m          |             |
| 2011 | Goud        | Goud        | 5e 1500m · 5000m · 10.000m       |                                     |             |
| 2012 |             | 5e          | 1500m · 6e 5000m · achtervolging |                                     |             |
| 2013 | 6e          | 5e          | 1500m · 5000m · 4e achtervolging |                                     |             |
| 2014 |             |             |                                  | 18e 1500m 7e 5000m 6e achtervolging |             |

NC = niet gekwalificeerd voor de laatste afstand
NF# = niet gefinisht op de # afstand

### Medaillespiegel
| Kampioenschap     | Goud | Zilver | Brons |
| ----------------- | ---- | ------ | ----- |
| EK allround       | 1    | 0      | 1     |
| WK allround       | 1    | 0      | 0     |
| WK afstanden      | 0    | 1      | 6     |
| Olympische Spelen | 0    | 1      | 1     |
| WK junioren       | 0    | 1      | 0     |

Onofficiële Europese kampioenschappen

1891: Onbeslist ·
1892: Onbeslist · 
1946: Göthe Hedlund 

Officiële Europese kampioenschappen

1893: Rudolf Ericson · 
1894: Onbeslist ·
1895: Alfred Næss · 
1896: Julius Seyler · 
1897: Julius Seyler · 
1898: Gustaf Estlander · 
1899: Peder Østlund · 
1900: Peder Østlund · 
1901: Rudolf Gundersen · 
1902: Johan Schwartz · 
1903: Onbeslist ·
1904: Rudolf Gundersen · 
1905: Johan Vikander · 
1906: Rudolf Gundersen · 
1907: Moje Öholm · 
1908: Moje Öholm · 
1909: Oscar Mathisen · 
1910: Nikolaj Stroennikov · 
1911: Nikolaj Stroennikov · 
1912: Oscar Mathisen · 
1913: Vasilij Ippolitov · 
1914: Oscar Mathisen · 
1922: Clas Thunberg · 
1923: Harald Strøm · 
1924: Roald Larsen · 
1925: Otto Polacsek · 
1926: Julius Skutnabb · 
1927: Bernt Evensen · 
1928: Clas Thunberg · 
1929: Ivar Ballangrud · 
1930: Ivar Ballangrud · 
1931: Clas Thunberg · 
1932: Clas Thunberg · 
1933: Ivar Ballangrud · 
1934: Michael Staksrud · 
1935: Karl Wazulek · 
1936: Ivar Ballangrud · 
1937: Michael Staksrud · 
1938: Charles Mathiesen · 
1939: Alfons Bērziņš · 
1947: Åke Seyffarth · 
1948: Reidar Liaklev · 
1949: Sverre Farstad · 
1950: Hjalmar Andersen · 
1951: Hjalmar Andersen · 
1952: Hjalmar Andersen · 
1953: Kees Broekman · 
1954: Boris Sjilkov · 
1955: Sigge Ericsson · 
1956: Jevgeni Grisjin · 
1957: Oleg Gontsjarenko · 
1958: Oleg Gontsjarenko · 
1959: Knut Johannesen · 
1960: Knut Johannesen · 
1961: Viktor Kositsjkin · 
1962: Robert Merkoelov · 
1963: Nils Egil Aaness · 
1964: Ants Antson · 
1965: Eduard Matoesevitsj · 
1966: Ard Schenk · 
1967: Kees Verkerk · 
1968: Fred Anton Maier · 
1969: Dag Fornæss · 
1970: Ard Schenk · 
1971: Dag Fornæss · 
1972: Ard Schenk · 
1973: Göran Claeson · 
1974: Göran Claeson · 
1975: Sten Stensen · 
1976: Kay Arne Stenshjemmet · 
1977: Jan Egil Storholt · 
1978: Sergej Martsjoek · 
1979: Jan Egil Storholt · 
1980: Kay Arne Stenshjemmet · 
1981: Amund Sjøbrend · 
1982: Tomas Gustafson · 
1983: Hilbert van der Duim · 
1984: Hilbert van der Duim · 
1985: Hein Vergeer · 
1986: Hein Vergeer · 
1987: Nikolaj Goeljajev · 
1988: Tomas Gustafson · 
1989: Leo Visser · 
1990: Bart Veldkamp · 
1991: Johann Olav Koss · 
1992: Falko Zandstra · 
1993: Falko Zandstra · 
1994: Rintje Ritsma · 
1995: Rintje Ritsma · 
1996: Rintje Ritsma · 
1997: Ids Postma · 
1998: Rintje Ritsma · 
1999: Rintje Ritsma · 
2000: Rintje Ritsma · 
2001: Dmitri Sjepel · 
2002: Jochem Uytdehaage · 
2003: Gianni Romme · 
2004: Mark Tuitert · 
2005: Jochem Uytdehaage · 
2006: Enrico Fabris · 
2007: Sven Kramer · 
2008: Sven Kramer · 
2009: Sven Kramer · 
2010: Sven Kramer · 
2011: Ivan Skobrev · 
2012: Sven Kramer · 
2013: Sven Kramer · 
2014: Jan Blokhuijsen · 
2015: Sven Kramer · 
2016: Sven Kramer · 
2017: Sven Kramer · 
2019: Sven Kramer · 
2021: Patrick Roest · 
2023: Patrick Roest · 
2025: Sander Eitrem